# 순로구분기
순로구분기(順路區分機)는 우편물을 집배원이나 택배의 배달 순서대로 정렬하는 우편 자동화 기기이다. 이와 유사한 장비로 서장 구분기가 있다.